# ترقومیا
ترقومیا (به لاتین: Tarqumiyah) یک شهر در کرانهٔ غربی رود اردن است که در استان الخلیل واقع شده‌است.

## خصوصیات
ترقومیا ۱۴٬۳۵۷ نفر جمعیت دارد.